# کانلیا–ددیاگالا–ناکیادنیا
کانلیا-ددیاگالا-ناکیادنیا (به لاتین: Kanneliya–Dediyagala–Nakiyadeniya) یک ذخیره‌گاه زیست‌کره در سری‌لانکا است که در استان جنوبی (سری‌لانکا) واقع شده‌است.